# 윈저 작전
윈저 작전(영어: Operation Windsor)은 제2차 세계 대전 당시 오버로드 작전의 일부였던 캐나다의 공격이다. 이 공격은 제3캐나다보병사단이 서부 기갑집단의 제12SS기갑사단 히틀러유겐트로부터 카르피케(Carpiquet)와 인근 비행장을 점령하기 위해 감행했다. 이 공격은 원래 엡섬 작전의 후반기 동안 주요 공격의 동쪽 측면을 보호하기 위한 의도로 계획되었으나, 일주일 동안 연기되었다.
7월 4일, 제8캐나다보병여단과 제3캐나다보병사단의 부속 대대가 제2캐나다기갑여단의 지원을 받아 카르피케를 공격했다. 이 마을은 오후 중반에 점령되었지만, 상당한 연합군의 전차와 공중 지원에도 불구하고 남쪽에서 독일군은 비행장에 대한 두 번의 공격을 물리쳤다. 다음날 캐나다군은 독일의 반격을 격퇴하고 마을을 점령했고, 마을은 7월 8일 캐나다 제3보병사단의 나머지 부대가 참여한 캉에 대한 두번째 공격인 찬우드 작전의 기지로 사용되었다. 7월 9일 비행장은 캐나다군에게 점령되었다.

## 배경
캉은 오버로드 작전 개시일인 1944년 6월 6일 노르망디 해변 2곳에 상륙한 영국-캐나다 제2군 제1군단의 목표였다. 독일군의 저항으로 도시는 D-Day에 함락되지 않았고, 이 결과는 제2군 사령관 마일스 뎀프시 중장이 어느 정도 예상한 것이었다. 이후 3주 동안 캉 주변의 영국-캐나다 전선에서 양측은 조금이라도 전술적 이점을 얻기 위해 공격 및 반격하고, 독일군의 가장 강력한 기갑부대를 미국 제1군으로부터 멀리 떨어지게 하기 위한 전략적 의도의 일환으로 국지전이 일어났다.
6월 26일부터 30일까지, 최근 영국에서 도착한 제8군단과 함께 제2군은 캉을 서쪽에서 포위하고 브레트빌-쉬르-레이즈 근처의 오른강 고지를 점령한 엡섬 작전을 개시했다. 제8군단은 광범위한 야전 요새를 통과해 9.7km를 진격했지만, 독일군은 마지막 예비군을 투입한 후 공세를 저지할 수 있었다. 제8군단의 성공에 따라 제3캐나다보병사단과 제2캐나다기갑여단은 오타와 작전에서 카르피케의 마을과 비행장을 점령할 예정이었으나 연기되었다.
연합군이 캉 서부로 진격하자, 제1SS기갑군단은 도시의 북쪽과 서쪽을 점령했다. 캉 마을 중심에서 북서쪽으로 3.5마일(5.6km) 떨어진 오른강과 카르피케 근처의 야전 방어가 북쪽에서 캉으로 진격하는 것을 방해했다. 이 마을은 R. F. L. 켈러 소장이 지휘하는 제3캐나다보병사단의 목표가 되었다. 연합군은 노르망디 본토에 추가 비행장이 필요했고, 카르피케 지역을 점령하는 것이 연합군의 우선 순위였으며, 독일군에게도 마찬가지로 중요한 방어 거점이 되었다.

## 서막

### 독일군 방어

캉 서부 외곽 지역의 지형

카르피케 비행장은 1.9km의 평지에 있었고, 이 비행장은 수비병들에게 킬링그라운드를 제공했다. 비행장은 제26SS기갑척탄병연대 제1대대가 운용하는 지뢰밭, 야포, 기관총 포좌와 대전차포, 그리고 15대의 전차로 요새화되었다.

### 연합군
켈러는 여왕 소유의 캐나다 소총대, 라쇼디에르 연대로 구성된 제8캐나다보병여단을 선택했고, 제7캐나다보병여단에서 공격을 이끌기 위해 노스쇼어 (뉴브런즈윅) 연대, 왕립 위니페그 소총대를 차출했다. 전차 및 기관총 지원은 제10캐나다기갑연대, 셰르부르크 퓨질리어, 카메론 하일랜더스 지원대대가 제공했다. 호커 타이푼 전투기 2개 중대와 영국 제79기갑사단의 특수전차 3개 중대가 나중에 추가되었다. 7월 3일 저녁, HMS 로드니가 센 만에서 24,000m 사거리에 있는 카르피케 주변의 건물들에 410mm 포탄 15발을 퍼부었다.
윈저 작전은 라쇼디에르 연대와 노스쇼어 연대가 카르피케를 공격하고 셰르부르크 퓨질리어가 프랑케빌에 대한 우회 공격으로 북쪽 측면을 방어하면서 21개 포병 연대의 포격에 따라 7월 4일 오전 5시에 시작될 예정이었다. 왕립 위니페그 소총대는 남쪽에서 카르피케 비행장의 격납고를 점령할 예정이었다. 캐나다군의 공격과 동시에, 제43사단은 베르송을 점령하기 위해 오동강 북안에서 더 남쪽을 공격하기로 되어 있었다. 연대가 카르피케를 점령하면, QOR은 비행장 관제 건물을 밀고 들어가 통제권을 장악할 계획이었다. 이 비행장을 점령하면 캉에 대한 영국-캐나다 연합군의 추가 공격이 가능해졌다.

## 전투

### 7월 4일

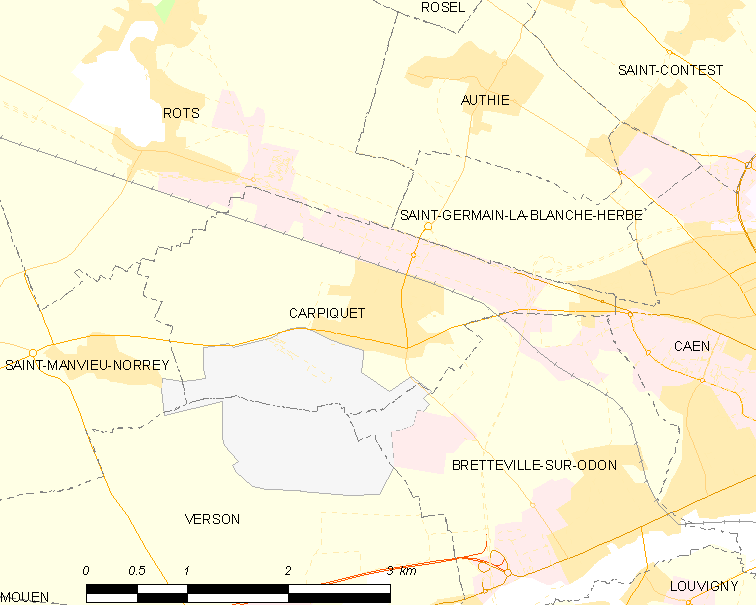
카르피케 지역의 지도

7월 4일 동이 트자 포병 연대는 카르피케와 주변의 독일군 진지를 향해 포격을 개시하여 폭 1.6km, 깊이 370m의 포격을 퍼부었다. 오전 5시에 2개의 캐나다 보병 대대가 카르피케로 진격했고, 셰르부르크 푸질리에 중대는 북쪽으로 방향을 바꾸었다. 셰르부르크 퓨질리어는 독일군의 지뢰밭을 뚫고 샤토-상트-루엣과 그루치를 공격한 뒤 철수했지만, 그러나 제26SS기갑척탄병연대의 방어 진지는 그대로 유지되었고, 노스쇼어 연대에게 계속 발포했다. 중앙에서 쇼디에르 연대는 카르피케를 향해 진격할 때 노스쇼어 연대에 가해진 포격의 대부분을 피했다. 6시 32분경, 두 대대는 마을 외곽에 도착하였고 제12SS기갑사단의 전차를 만났다. 마을에서 시가전이 시작되었고, 제10캐나다기갑연대의 전차들이 독일군 진지를 제압하는 데 보병을 도왔다.

### 7월 5일
캉 외곽에서 1.6km도 채 떨어지지 않은 곳에서 제8캐나다보병여단은 마을에 있는 독일군 진지에 위협을 가했다. 캉의 북쪽과 오동강변에 방어의 대부분이 집중되어 있었기 때문에, 영국-캐나다군이 카르피케에서 공격하여 방어선의 대부분을 우회할 수 있었다. 즉각적인 반격의 효과에 대한 불안감이 커졌지만, 쿠르트 마이어는 친위대에게 카르피케를 탈환하라고 명령했다. 제1SS기갑사단의 부대는 프랑케빌에서 전차, 포병, 박격포, 보병을 데리고 카르피케를 반격할 준비를 했다.
자정이 조금 지난 후, 친위대의 첫 반격이 시작되었고, 전날 13대의 전차가 손실되었지만, 제10캐나다기갑연대와 캐머런 하일랜더스의 박격포는 공격을 물리치고 독일군에 많은 사상자를 냈다. 새벽이 되자, 독일군은 상황을 진전시키지 못했고, 정오까지 제8캐나다보병여단과 제10캐나다기갑연대는 포병과 호커 타이푼 전폭기의 지원을 받아 3번의 반격을 격파했다. 잦은 네벨베르퍼와 박격포 폭격에도 불구하고 캐나다군은 마을을 확실히 지켜냈다.

## 결과

### 분석

찬우드 작전

윈저 작전은 제3캐나다사단의 첫 번째 세트피스 공격이었으며, 독일군이 카르피케 공항을 장악하게 되었고, 제43사단은 버슨과 퐁텐-에투페포에서 철수해야 했다. 2005년, 리드는 공격은 1개 대대와 추가 대대가 아닌 2개 여단에 의해 이루어졌어야 했다고 썼다. 부속 대대는 격납고에 도착하여 격납고를 통과해 싸우려고 했으나 두 차례나 철수 명령을 받았다. 독일군 수비대가 북쪽 끝과 카르피케 마을을 제외한 나머지 비행장을 고수하는 데 성공하자, 캐나다군은 돌출부에서 여러 차례 반격을 받았다. 비록 찬우드 작전의 준비가 켈러가 윈저 작전의 계획을 제8캐나다보병여단장 K. G. 블랙에이드 준장에게 위임한 이유일 수 있음에도 불구하고 여단이 모든 목표를 완수하지 못하자, 켈러가 지휘에 적합한지에 대한 의구심을 갖게 되었다.
윈저 작전으로부터 3일 후, 캐나다 제3보병사단은 찬우드 작전에 참여했다. 7월 9일, 제8캐나다보병여단은 카르피케 비행장을 점령했고, 밤이 되자 캉의 북쪽 절반을 점령했다. 7월 18일 영국과 캐나다군은 캐나다인들은 남쪽 둑의 캉 지역을 점령했고 영국군은 도시의 동쪽과 남쪽을 점령한 애틀랜틱 작전과 굿우드 작전을 개시했다. 캐나다군은 이후 스프링 작전에서 베리에르 능선의 독일군 진지를 공격했다.

### 피해
윈저 작전에서 캐나다군은 총 377명의 사상자를 냈으며 그 중 127명이 사망했고, 사망자 대부분은 7월 4일에 발생했다. 왕립 위니페그 소총대와 노스쇼어 연대는 각각 132명의 사상자가 발생했다. 제10캐나다기갑연대는 17대의 전차를 잃었고, 셰르부르크 퓨질리어의 전차 손실은 정확히 알려지지 않았다. 제26기갑척탄병연대 제1대대는 155명의 사상자를 냈고, 7월 5일 반격에 나선 제1SS기갑사단 경호친위대 아돌프 히틀러는 약 20대의 전차를 잃었다. 제1기갑척탄병연대 제2대대는 115명의 사상자가 발생했다.